# Селечки манастир (Крушевско)
Вижте пояснителната страница за други значения на Селечки манастир.
„Свето Преображение Господне“ (на македонска литературна норма: „Свето Преображение“), по-известен само като Селечки манастир, е православен манастир край крушевското село Селце, Северна Македония, под управлението на Крушевско-Демирхисарската епархия на Македонската православна църква.
Манастирът е разположен на границата на землището на селата Селце и Арилево, близо до град Крушево.
Старият манаситрски комплекс е разрушен в XIX век, до 50-те години на XX век от манастира и църквата има само останки от стени. Сегашният католикон е изграден в 1986 година на основите на стария. Във възстановяването му дейно се включва местното население, а в обновяването му голямо участие взема и певецът Тоше Проески, който дарява пари и собствен труд. Манастирът включва църква, конак, чешма и помощни съоръжения.
- Входната порта
- Католиконът
- Конакът